# Міхал Велгорський
Міхал Велгорський (пол. Michał Wielhorski, гербу Кирдій прибл. 1730 – 1794) — польський дворянин, чиновник, політик, дипломат і письменник. У 1763–1774 роках він був Литовським великим кухмістром, у 1758–1762 роках — литовським великим квартирмейстером, старостою і посланцем Барської конфедерації у Франції.

## Сім'я
Він одружився з Ельжбетою Огінською і був батьком трьох синів.
1. Міхал Вельгорський (1755–1805), генерал, чоловік Целіни Пшеуської гербу Сулима та Олександри Курдвановської з роду Півкозич
2. Єжи Вельгорський (1755–1809), польовий секретар Литви
3. Юзеф Вельгорський (1759–1817), генерал